# Mirko Fodor
Mirko Fodor (Zagreb, 22. listopada 1962.), hrvatski je televizijski i radijski voditelj i glumac. Djelatnik je Hrvatske radiotelevizije.

## Životopis
U rodnom gradu završio je osnovnu i srednju školu te diplomirao na Prirodoslovno-matematičkom fakultetu, smjer geografija.  U struci je radio kratko jer je kao vrlo mlad već angažiran na Hrvatskoj radioteleviziji. Oženjen je, ima dvoje djece i živi u Zagrebu.

## Televizijska karijera
Široj publici ostao je upamćen kao jedan od prvih voditelja emisije "Dobro jutro, Hrvatska" tijekom 1990-ih. Istovremeno je vrlo često vodio razne emisije zabavnog karaktera. Uređivao je i vodio razne mozaične i edukativne emisije na HRT-u, a privremeno je bio i voditelj vrlo popularnog kviza "Najslabija karika".
Također je vodio različite manifestacije, dobrotvorne koncerte, priredbe i događanja diljem Hrvatske. 
Na Hrvatskom radiju vodi emisiju "Globotomija".

### Voditeljske uloge
- "Globotomija" kao voditelj (2015.-danas)
- "Volim Hrvatsku" kao voditelj (2012. – 2013.; 2016.-danas)
- "Zvijezde pjevaju" kao natjecatelj (2014.)
- "Najslabija karika" kao voditelj (2010.)
- "U istom loncu" kao voditelj (2008.)
- "Ples sa zvijezdama" kao natjecatelj (2007.)
- "Uzmi ili ostavi" kao voditelj (2005.)
- "Dora" kao voditelj
- "Bravo" kao voditelj (1997.)
- "Sedma noć" kao voditelj (1995.)
- "Dobro jutro, Hrvatska" kao voditelj (1993. – 2013.; 2016.-danas)

### Sinkronizacija
- "Hotel Transilvanija 3: Praznici počinju!" kao Stanko i čovjek-riba (2018.)
- "Konferencija životinja" kao g. Smith (2011.)
- "Arthur 3: Rat dvaju svjetova" kao mehaničar (2010.)
- "Pčelin film" kao Božo Bumbar (2007.)
- "Auti" kao Harv (2006.)

## Vanjske poveznice
- Slobodna Dalmacija.hr – Ojdana Koharević:  »Mirko Fodor: Volio bih podučavati mlade« (intervju)
- Discogs.com: Mirko Fodor
- IMDb: Mirko Fodor